# 山東省 (中華民国)
山東省（さんとうしょう）は、中華民国に存在した省。現在の中華人民共和国山東省の大部分に相当する。

## 管轄区域
清代の山東省の管轄区域をほぼ継承している。
東は青島市及び黄海、西は河北省及び河南省、南は河南省・安徽省及び江蘇省、北は河北省及び渤海に接していた。

## 行政沿革
1912年（民国元年）、中華民国建国当初の山東省は清朝の実効支配下に置かれていた。北京政府の成立に伴い中華民国の行政機構に改編されると清代の山東巡撫を山東都督と改称している。1913年（民国2年）、都督の下に民政長が設置され民政と軍政を分離、1914年（民国3年）5月23日には民政長を巡按使と改称、更に1916年（民国5年）7月6日に省長と改称されている。
1928年5月16日、国民党中央政治会議第140回会議により山東省政府の設置が決定、21日に南京政府より行政機構設立の命令が発せられている。1929年8月、ドイツの租借地であった膠州湾租借地にあたる地域が直轄市の青島市として分立した。1936年（民国25年8月、行政院により全省に17区の行政督察区が設置され、省政府の補助機関として運営されるようになった。日中戦争が勃発すると1937年（民国26年）末に山東省は日本軍により占拠され、中華民国臨時政府、続いて汪兆銘政権の華北政務委員会により行政運営がされるようになった。
1945年（民国34年）8月、日本軍の敗北と汪兆銘政権の崩壊により国民政府の行政権が回復、10月には山東省政府委員会が新たに組織された。1949年（民国38年）9月24日、共産党軍は省会である済南市を占拠、中華民国は実効支配権を喪失している。

### 省会
1912年（民国元年）、省会を歴城県に設置。1928年（民国17年）の済南事件以降は泰安県に移された。1929年5月に歴城県に戻されたが、同年7月に済南市に移転している。

## 行政区画

### 道制
1913年（民国2年）1月8日、北京政府が発布した『劃一令』により岱北、岱南、済西、膠東の4道が設置され、1914年5月に済南、済寧、東臨、膠東とそれぞれ改称された。1925年10月22日には済南、東昌、泰安、武定、徳臨、淄清、萊膠、東海、兗済、琅琊、曹濮の11道に改編された。1928年（民国17年）4月30日、張宗昌が北伐軍により駆逐されると道制は5月に廃止された。
- 済南道
- 済寧道
- 東臨道
- 膠東道
- 東昌道
- 泰安道
- 武定道
- 徳臨道
- 淄青道
- 萊膠道
- 東海道
- 兗済道
- 琅琊道
- 曹濮道

### 県級行政区画
中華人民共和国成立直前の管轄県は下記の3市108県1設治局。（50音順）
- 市
  - 威海衛市:1945年10月、威海衛行政区に設置。
  - 煙台市:1936年、福山県、牟平県の一部に設置。
  - 済南市:1904年に商埠設置。1917年に市政公所、1920年に市政庁とされる。1929年7月、正式に市制施行。
- 県
  - 安丘県
  - 濰県
  - 禹城県
  - 鄆城県
  - 栄成県
  - 掖県
  - 嶧県
  - 益都県
  - 恩県
  - 海陽県
  - 嘉祥県
  - 夏津県
  - 菏沢県
  - 冠県
  - 観城県
  - 桓台県:清代の新城県。1914年1月改称。
  - 館陶県
  - 莒県
  - 邱県
  - 曲阜県
  - 魚台県
  - 巨野県
  - 金郷県
  - 沂水県
  - 恵民県
  - 膠県
  - 黄県
  - 高苑県
  - 広饒県:清代の楽安県。1914年1月改称。
  - 高唐県
  - 高密県
  - 斉河県
  - 斉東県
  - 済寧県
  - 済陽県
  - 泗水県
  - 淄川県
  - 茌平県
  - 寿光県
  - 寿張県
  - 滋陽県
  - 招遠県
  - 商河県
  - 章丘県
  - 城武県
  - 昌邑県
  - 昌楽県
  - 諸城県
  - 莘県
  - 新泰県
  - 鄒県
  - 鄒平県
  - 棲霞県
  - 青城県
  - 清平県
  - 単県
  - 沾化県
  - 曹県
  - 即墨県
  - 泰安県
  - 郯城県
  - 長山県
  - 朝城県
  - 長清県
  - 定陶県
  - 滕県
  - 東阿県
  - 東平県
  - 堂邑県
  - 徳県
  - 徳平県
  - 日照県
  - 寧陽県
  - 博興県
  - 博山県
  - 博平県
  - 范県
  - 費県
  - 肥城県
  - 浜県
  - 福山県
  - 武城県
  - 復興県:1948年4月、沂水県、臨朐県、蒙陰県の県境地区に新設。
  - 汶上県
  - 文登県
  - 平陰県
  - 平原県
  - 平度県
  - 蓬萊県
  - 蒲台県
  - 濮県:1931年、県内河東6区に鄄城県を分割、1936年10月に再編入。
  - 牟平県:1912年に寧海県として設置。1914年1月改称。
  - 無棣県:清代の海豊県。1914年1月改称。
  - 蒙陰県
  - 陽穀県
  - 陽信県
  - 萊蕪県
  - 萊陽県
  - 楽陵県
  - 利津県
  - 陵県
  - 聊城県
  - 臨沂県:清代の蘭山県。1914年6月改称。
  - 臨朐県
  - 臨淄県
  - 臨清県
  - 臨邑県
  - 歴城県
- 設治局
  - 東萊設治局

### 行政督察区
行政督察制度は省政府と県政府の間に中間行政機構を設置し、各県を監督させる制度である。1935年（民国24年）2月、済寧等14県に暫定第1行政督察区を設置し、翌年には『行政督察区暫行条例』により全省を12区と定めたが、正式に設立されたのは3区に過ぎず、1937年（民国26）1月になってようやく7区までが整備された
1938年、全省を15区に、翌年には3区が廃止となる14区に、1941年（民国30年）には16区に改編されているが、この時期の山東省は中華民国臨時政府とその後の華北政務委員会の実効支配を受けていたために実際に施行されたものではない。
1945年（民国34年）8月、日本の敗戦と汪兆銘政権の崩壊により中華民国が実効支配権を回復、済南、煙台、威海衛の3市を省直轄とすると共に、全省を16区に再編し、1949年（民国38年）の中華人民共和国建国まで沿襲された。